# François Reuter
Jean François Reuter (Ciutat de Luxemburg, 3 d'abril de 1819 ― ?, 17 de febrer de 1908) va ser un professor de química i meteoròleg luxemburguès.
El setembre de 1848 va aconseguir una nominació com a professor de química provisional a l'Ateneu de Luxemburg, el setembre de 1853 va esdevenir definitiu. El juny de 1871 va arribar com a Professor de la 1a Classe. Es va jubilar a l'abril de 1888.
François Reuter va ser membre fundador i secretari (1850-1853) de la Société des sciences naturelles, la qual entre 1870 i 1906 va presidir.
Majoritàriament va publicar articles sobre química, per exemple, Anàlisi de l'aigua mineral de Mondorf (1845), un article sobre el cotó pólvora (juntament amb Petrus-Johannes-Jacobus van Kerckhoff), un sobre l'antimoni de Géisdref (1853) o un sobre la mena de ferro luxemburguesa (1855, 1864, 1865). Com a curiositat, l'anàlisi de l'aigua de la font de Pirminus de Kaundorf (1863), on va descobrir certes propietats que afavorien el palanquejament.
Des de 1854, el seu principal treball va ser, sobretot, sobre observacions meteorològiques, i que va anar recollint en l'obra «Observations météorologiques» sota la Société des sciences naturelles com a "mémoires hors série " publicat el 1867 (1a edició), 1874 (2a ed.), 1887 (3a i 4a ed.) i 1890 (5a ed.).
Cal destacar que, va participar en diverses altres publicacions amb la seva signatura, com pot ser les del zoòleg Alphonse de la Fontaine (1897).